# Juliette története, avagy a bűn virágzása
A Juliette története, avagy a bűn virágzása De Sade márki regénye, amit először 1797-ben adtak ki. Testvértörténete a Justine című munkájának. Mind a Juliette-et, mind a Justine-t névtelenül adták ki. I. Napóleon császár elrendelte a szerző letartóztatását és De Sade-ot végül élete utolsó 13 évében eljárás nélkül tartották fogva.
Justine és én a Panthémont-zárdában nevelkedtünk. Ismerik ezt a híres apátságot, tudják, hogy évek óta az ő televényéből sarjadnak Párizs legszebb és legszabadosabb asszonyai.
A regény eredeti címe az Histoire de Juliette, ou les Prospérites du vice. Az angol változata a Juliette, or Vice Amply Rewarded.
Bár a „bűn” ábrázolása olyan klasszikusokat mutat fel, mint Hieronymus Bosch, a „sade-i bűn” a legújabb időkig tabunak számított. Míg szerzőjük a tizennyolc-tizenkilencedik században élt, munkái nagyobbrészt a huszadik század elején váltak ismertté.
Magyarul először a Xanaprint Kiadónál jelent meg a mű, Pelle János fordításában, 1990-ben, majd Sóvágó Katalin fordításában a Lazi Könyvkiadónál 2002-ben.

## A mű keletkezésének története
1789. július 14-én a francia forradalmárok elfoglalták a Bastille-t. Megnyitották De Sade börtöncellájának ajtaját is. Őt azonban nem tudták kiszabadítani, mivel nem találták ott. Az írót a zavargások előtti napon – egy, a szennyvízlevezető-csövön keresztül tartott lázító beszéde miatt – más helyre, a Charentonba szállították.
A fellelkesült tömeg jót akart a márkinak, de rosszat tett: a kavarodásban De Sade börtönben írt kéziratai szétszóródtak, eltűntek. A márki elveszettnek – vagy megsemmisültnek hitte a Justine első és második változatát (ezt később megtalálta és ki is adatta), és a Szodoma százhúsz napja című monumentális regényét. Georges Bataille, Sade című esszéjében írja, hogy „bizonyára a Százhúsz nap elvesztése indította Sade-ot arra, hogy ismét elkészítse, egy harmadik változatban Justine botrányos történetét, s annak folytatásaképpen a Juliett-et: mivel már nem állt rendelkezésére a lényegi tanulság, amellyel szolgálni akart, arra gondolt hát, hogy helyettesíti egy ugyanolyan teljes munkával.”
A Juliette keletkezéstörténetében tehát fontos szerepe van egy szennyvízlevezető-csőnek, egy börtöncellának és a szabadság mámorától megrészegült csőcseléknek.

## Cselekmény
|  | Alább a cselekmény részletei következnek! |

Sade főszereplője: Juliette eltökéli magát, hogy az önzés, az egoizmus, a hamisság egyszóval a bűn filozófiája szerint fog élni és tartja is magát. Megbecstelenített szüzek és kéjenc latrok jelzik útját. A zárdában maga az apátnő ismerteti meg a testi szenvedélyekkel, majd családjának csődje után lop, gyilkol, és nyakra-főre bujálkodik. Egy Clairwille nevű nő személyében valódi mesterre talál, belép a Bűn Baráti Társaságába. Eszköz lesz mások kezében, de élvezi, ellenben mikor egyik "jótevője" egész Franciaországot az éhezés szélére óhajtja sodorni puszta szeszélyből, egy percre még megremeg. Ez elég ahhoz, hogy elveszítse kétes ismerőseinek kegyét, nincstelenül menekülnie kell Párizsból.
Érdekházasságot köt egy jómódú nemessel, akit később lelkiismeret-furdalás nélkül tesz el láb alól. Bejárja a világot, újból és újból elszegényedik és meggazdagszik, míg a végére tanítványból mester lesz. Maga sem tud számot adni hány és hány ember, férfi és nő, agg és gyermek élete, megrontása, kínhalála szárad a lelkén. Egy alkalommal bűntársnőjét (aki mellesleg szeretője is volt) meztelenül egy vasketrecbe dobatja éhező kígyók, békák, viperák közé. Huszonhat évesen mindezt még megtetézi pár magzatgyilkossággal, mivel félt elcsúfítani pompás alakját, majd gátlástalanul szedte tovább áldozatait.
A természet mulatságra teremtette az embert; ez a legelső törvénye, amely szívem örök sarokköve leend. Úgy kell az áldozatoknak, végül is az egyensúly nélkül önmagát pusztítaná el a világegyetem; a természet gaztettek által tartja fenn magát és nyeri vissza jogait, amelyeket elbitorolt az erény. Fogadjunk hát a természetnek, adjuk át magunkat a bűnnek!
Azonban később mégis történt valami- talán egyik késői ismeretsége, Corville úr, s az ő figyelme és tapintata változtatott rajta, talán Juliette maga tért jobb belátásra, húga szörnyű halála után. Mindenesetre az asszony belép a karmelitákhoz és néhány év alatt az ájtatosság, az életbölcsesség és szigorú erkölcsök eleven szobrává válik.
|  | Itt a vége a cselekmény részletezésének! |

### Az „esztétika”
Az erotika úgyszintén örök toposza - a képzőművészet mellett- az irodalomnak. A regény esztétikájáról Michel Delon A sade-i test című esszéjében az alábbiakat írja: „A testek elrendezése az elbeszélésben, az a színpadias jelleg, amelyet a meseszövés és az illusztráció kölcsönöz neki, kétségkívül a barokk esztétikának felel meg, melynek mintáját Sade éppen Rómában találhatta meg. (…) A sade-i esztétika, amint már sejthettük is, az erotikában oldódik fel. A test szépsége nem egyéb, mint az érzéki izgatás és a szexuális élvezet lehetősége, azaz arra való képessége, hogy részt vegyen egy oly módon felfogott természet fő mozgásaiban, amely csupán folyamatos akció és reakció, alkotás és rombolás. A tudat rögzíti a határokat, az átmeneti pillanatokat, míg maga is foglyává nem válik az őt tagadó mozgásoknak. Ezért az írásra marad az a feladat, hogy érzékelhetővé tegye a test rángásait és nyugtalanító villódzásait.”

## A Juliette és a Justine
A „Juliette története, avagy a bűn virágzása ”, a „A Justine avagy az erény meghurcoltatásának” ikerregénye: a testvérpár idősebb tagjának történetét mondja el. S miképp a két sor, úgy a két regény is tökéletes ellentéte egymásnak. Hiszen a Justine egy ártatlan lány szenvedéseinek és meghurcoltatásának története, addig a Juliette egy velejéig bűnös nő féktelen életélvezését és a bűnben való fetrengését mutatja be.
A kétféle élettörténet kétféle elbeszélő technikával jelenik meg. Justine beszámolója kettős keretes-szerkezetbe van foglalva. Ezzel szemben a Juliette-ből teljesen kivonul az elbeszélő, végig Juliette hangját halljuk, az ő szavait olvassuk, ahogy egyes szám első személyben elmeséli életét.
Megírásuk sorrendjében a Justine volt az első, viszont az ábrázolt cselekményeket tekintve a Juiette előzménye a Justine-nek.

## Magyarul
- Juliette története, avagy a bűn virágzása (részletek); ford. Ludassy Mária; in: A francia felvilágosodás morálfilozófiája. Válogatás; vál., utószó, jegyz. Ludassy Mária; Gondolat, Bp., 1975 (Etikai gondolkodók)
- Juliette története vagy A bűn virágzása; ford. Pelle János; Xanaprint, Bp., 1990
- Juliette története avagy A bűn virágzása; ford. Sóvágó Katalin, utószó Balogh Tamás; Lazi, Szeged, 2002